# Leonard Jan Józef Lepszy
Leonard Jan Józef Lepszy (ur. 6 listopada 1856 w Krościenku, zm. 29 lipca 1937 w Krakowie) – historyk sztuki złotniczej, inżynier górnik, członek Akademii Umiejętności w Krakowie (późniejszej Polskiej Akademii Umiejętności).

## Życiorys
Był synem Jana (urzędnika, aktuariusza dystryktu nowotarskiego, komisarza starostwa) i Anieli ze Skirlińskich, bratem Edwarda (malarza). Uczęszczał do szkół realnych w Bochni, Wadowicach i Krakowie, następnie do gimnazjum w Krakowie (do 1876). W latach 1876–1880 odbył studia górnicze w Akademii Górniczej w Loeben, uzupełniał wykształcenie w Szkole Sztuk Pięknych w Krakowie (1883-1884). Po studiach pracował w salinach w Bochni i w Głównym Urzędzie Probierczym w Wiedniu (1880-1883), od 1885 w Urzędzie Probierczym w Krakowie, gdzie był kontrolerem (1885-1895), następnie naczelnikiem (do końca życia). Miał tytuł starszego radcy górniczego.
W 1897 został członkiem korespondentem Akademii Umiejętności w Krakowie, w 1908 członkiem czynnym AU. W latach 1925–1927 pełnił funkcję sekretarza Wydziału I PAU; od 1887 był członkiem, a 1892-1893 sekretarzem Komisji dla Historii Sztuki AU. W 1896 był w gronie założycieli Towarzystwa Miłośników Historii i Zabytków Krakowa (w 1934 otrzymał członkostwo honorowe). Należał do Grona Konserwatorów Galicji Zachodniej (wiceprezes), Centralnej Komisji Konserwatorskiej w Wiedniu (członek korespondent), Towarzystwa Przyjaciół Sztuk Pięknych w Krakowie (1914-1917 wiceprezes). Został m.in. odznaczony austriackim Złotym Krzyżem Zasługi z Koroną.
Był zaprzyjaźniony z historykiem sztuki Julianem Pagaczewskim. Z małżeństwa z Zofią z Muczkowskich miał syna Kazimierza (1904-1964), historyka, profesora i rektora Uniwersytetu Jagiellońskiego. W ciągu wieloletniej pracy na stanowisku naczelnika Urzędu Probierczego w Krakowie uratował wiele przedmiotów ze złota, przynoszonych do przetopienia. Jego zainteresowania naukowe obejmowały historię sztuki złotniczej późnego średniowiecza i Odrodzenia, dzieje polskich rzemiosł artystycznych, dzieje malarstwa polskiego, historię Krakowa.
Zmarł 29 lipca 1937 w Krakowie. Pochowany na cmentarzu Rakowickim (kw. AC, wsch., 3).

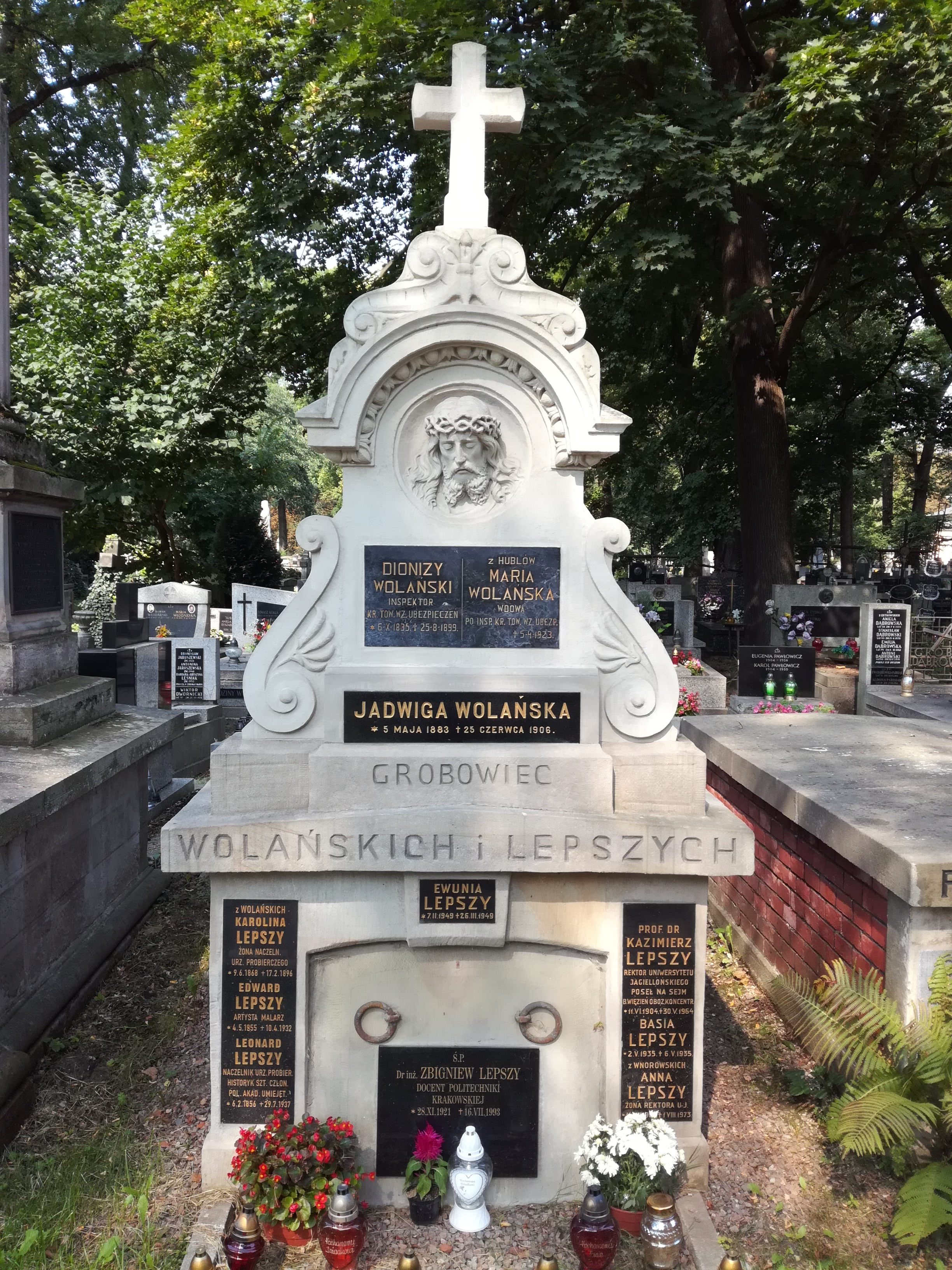
Grób prof. Kazimierza i Leonarda Lepszego na cmentarzu Rakowickim

## Publikacje
Opracował katalog złotników działających do XIX wieku w miastach polskich. W pracy Kraków, jego kultura i sztuka (1904, ze Stanisławem Tomkowiczem) przedstawił dzieje rzemiosła artystycznego, malarstwa, rzeźby i architektury krakowskiej. Współpracował z „Kwartalnikiem Historycznym” i Thieme-Becker Allgemeine Lexicon der bildenten Kuenste (1914-1917). Opublikował m.in.:
- Rzecz o kubku srebrnym roboty krakowskiej XVI wieku (1887)
- Emalierstwo krakowskie z XVI i XVII wieku (1889)
- Inkrustacya, ustęp z dziejów złotnictwa i szabli (1889)
- O fabryce fajansu i porcelany w Korcu (1889)
- Jan Matejko (1890)
- Pacyfikał sandomierski oraz złotnicy krakowscy drugiej połowy XV stulecia (1892)[2]
- Ryciny kolorowe tudzież pierwsze usiłowania polskie w tym kierunku (1892)[3]
- Z dziejów złotnictwa elbląskiego (1894)
- Cech złotniczy w Krakowie, jego organizacja i dzieje (1898)
- Lud wesółków w dawnej Polsce (1899)
- Pergaminiści i paiernicy krakowscy w ubiegłych wiekach i ich wyroby (1900)
- Kultura epoki jagiellońskiej w świetle wystawy zabytków (1901)[4]
- Historia malarstwa krakowskiego (1904)
- Kościoły drewniane Galicji Zachodniej (1916, z Feliksem Koperą)
- Dürer] w Polsce (1927)
- Przemysł złotniczy w Polsce (1933)[5]